# Bedřichovka
Bedřichovka (německy Friedrichshain) je malá vesnice, část města Liberec. Nachází se asi pět kilometrů severozápadně od Liberce. Bedřichovka leží v katastrálním území Machnín o výměře 11,34 km².

## Historie
První písemná zmínka o vesnici pochází z roku 1782. Do roku 1946 se vesnice jmenovala Friedrichshain.

## Doprava
Bedřichovkou prochází čtyřproudá silnice I/35, na níž je umístěná i stejnojmenná autobusová zastávka. Na té zastavují pouze spoje meziměstských autobusových linek, liberecká MHD do čtvrti nezajíždí.